# AA Colatina
Associação Atlética Colatina – brazylijski klub piłkarski z siedzibą w mieście Colatina leżącym w stanie Espírito Santo.

## Historia
Klub założony został 13 maja 1978 roku. Największymi sukcesami klubu był start w I lidze brazylijskiej (Campeonato Brasileiro Série A) w 1979 roku oraz mistrzostwo stanu Espírito Santo w 1990 roku. Ostatni raz w pierwszej lidze stanowej klub wziął udział w 1996 roku. Po rozwiązaniu klubu na jego miejsce powstał w 1998 roku nowy klub - CTE Colatina.

## Osiągnięcia
- Mistrz stanu Espírito Santo: 1990